# آرسن آجمیان
آرسن آجمیان (ارمنی: Արսեն Աճեմյան؛ انگلیسی: Arsen Acemean زادهٔ ۱۸۹۹ - درگذشته تاریخ نامعلوم)، شاعر اهل ارمنستان بود.

## زندگی‌نامه
وی در ۱۸۹۹ در روستای اودور (Odur) در نزدیکی دیوریغی به دنیا آمد و در کنستانتینوپل و سوربن تحصیل نمود. آجمیان در جوامع ارمنی خاورمیانه به تدریس پرداخت. تاریخ درگذشت وی نامعلوم است